# Lục quân Hoàng gia Lào
Lục quân Hoàng gia Lào (tiếng Pháp: Armée Royale du Lào - ARL hoặc RLA theo kiểu Mỹ), là quân chủng lục quân thuộc Lực lượng Vũ trang Hoàng gia Lào và là lực lượng vũ trang chính của Vương quốc Lào trong cuộc nội chiến Lào từ năm 1960 đến 1975.

## Lịch sử
Quân đội Hoàng gia Lào có nguồn gốc hình thành từ Thế chiến thứ 2, khi đơn vị quân sự hiện đại đầu tiên người Lào hoàn toàn đầu tiên là Tiểu đoàn súng trường Lào 1 (tiếng Pháp: 1ér Battaillon de Chasseurs Laotiens – BCL) được chính phủ thuộc địa Pháp Vichy quyết định thành lập vào đầu năm 1941. Dự định sẽ sử dụng vào các hoạt động an ninh nội bộ để tăng cường cho lực lượng cảnh sát thực dân bản xứ như một ‘đội cận vệ bản địa’ (tiếng Pháp: Garde Indigène), Tiểu đoàn súng trường Lào 1 chẳng có hành động gì nhiều cho đến sau ngày 9 tháng 3 năm 1945, khi Lục quân Đế quốc Nhật Bản tiến hành đảo chính Pháp nhằm giành lấy quyền kiểm soát Đông Dương thuộc Pháp, trong đó bao gồm cả Lào. Tiểu đoàn sau đó rút lui vào vùng núi, nơi họ liên kết với các nhóm du kích Lào không chính quy (tiếng Pháp: Maquis) đang hoạt động tại đây. Những du kích này được nhóm đặc vụ Pháp Tự Do từng được đào tạo trong chiến tranh rừng đặc biệt của Đội Tác chiến Đặc biệt (tiếng Anh: Special Operations Executive – SOE) Anh ở Ấn Độ tiếp tế, huấn luyện và lãnh đạo và sau đó nhảy dù xuống Đông Dương vào tháng 12 năm 1944 với mục đích tạo ra một mạng lưới kháng chiến địa phương chống Nhật Bản. Dưới sự chỉ huy của những cán bộ trong tổ chức lực lượng Pháp tự do, những người lính của tiểu đoàn Lào tham gia vào các hoạt động du kích cùng với các đội du kích không chính quy chống lại các lực lượng chiếm đóng của Nhật Bản tại Lào cho đến khi người Nhật đầu hàng vào ngày 15 tháng 8 năm 1945. Trong tháng 11 cùng năm, những đội du kích Lào khác nhau đã hợp nhất thành bốn tiểu đoàn bộ binh hạng nhẹ chính quy và cùng với tiểu đoàn súng trường Lào số 1 nhập vào Quân đội Liên hiệp Pháp vừa mới thành lập.
Đứng trước nguy cơ bị đe dọa vào đầu tháng 5 năm 1945 với chiến thắng của phe Đồng Minh trước Phát xít Đức và cảm nhận thất bại sắp xảy ra trên chiến trường Thái Bình Dương, chính quyền quân sự Nhật Bản tại Lào bắt đầu khuấy động tình cảm dân tộc chủ nghĩa chống Pháp ở địa phương. Tháng 10 cùng năm, một nhóm người ủng hộ độc lập của Lào do Hoàng tử Phetsarath tiến hành phế truất Quốc vương Sisavang Vong và tuyên bố thành lập một cơ quan chính phủ mới lấy tên là Ủy ban Độc lập Lào (tiếng Lào: Khana Lao Issara) hoặc ngắn gọn là Lào Issara. Lợi dụng sự vắng mặt tạm thời của chính quyền Pháp tại các thành phố chính của đất nước, Lào Issara kịp thời thành lập một lực lượng bảo vệ vũ trang để thực hiện quyền lực của mình với sự hỗ trợ từ chính phủ Việt Minh và chính quyền Quốc Dân Đảng ở Trung Quốc. Quân đội Lào Issara bản chất là một lực lượng dân quân vũ trang nhẹ, được cung cấp hỗn hợp nhỏ vũ khí phù hợp thu được từ người Nhật, do bị cướp phá từ các kho chứa của thực dân Pháp, hoặc bị tuồn ra ngoài đem bán bởi Quân đội Trung Hoa Dân quốc đang chiếm đóng miền bắc Lào theo các điều khoản của Hội nghị Potsdam 1945.

## Quân đội Quốc gia Lào
Vào đầu tháng 3 năm 1946, Quân đội Liên hiệp Pháp đã tổ chức khoảng 4.000 binh sĩ Lào thành 5 tiểu đoàn bộ binh nhẹ (tiếng Pháp: Battaillons de Chasseurs Laotiens) gồm các iểu đoàn súng trường Lào số 1, 2, 3, 4, 5, và 6, được chỉ huy bởi các sĩ quan và hạ sĩ quan cấp cao của Pháp, tham gia tích cực vào việc tái chiếm Lào của người Pháp. Cũng trong tháng này, các tiểu đoàn Lào tham chiến phụ trợ cùng với các đơn vị thiết giáp chiến đấu thuộc Quân đoàn Viễn chinh Pháp ở Viễn Đông (CEFEO) chống lại các đơn vị vũ trang Lào Issara trong trận Thakhek ở tỉnh Khammouan. Đến cuối tháng 4, họ đã hỗ trợ Pháp trong việc chiếm lại Viêng Chăn, rồi tiếp theo là Luang Prabang, buộc lãnh đạo Lào Issara phải trốn sang sống lưu vong ở Thái Lan. Sau khi chiến dịch kết thúc thành công, các tiểu đoàn Lào tiếp tục các hoạt động chống chiến tranh du kích nhỏ nhằm trấn áp những toán tàn quân nổi dậy Lào Issara trong ba năm tới, chịu trách nhiệm cho các nhiệm vụ an ninh nội bộ trong các khu vực nằm dọc theo biên giới Thái Lan.
Tuy nhiên, do phải đối mặt với mối đe dọa tiềm tàng gây ra bởi sự phát triển ngày càng tăng của Việt Minh ở nước láng giềng Việt Nam mà người Pháp cho thành lập Quân đội Quốc gia Lào (tiếng Pháp: Armée Nationale Laotienne - ANL) riêng biệt vào ngày 1 tháng 7 năm 1949 thuộc Liên hiệp Pháp để bảo vệ Lào. Sự hình thành của nó thực ra đã bắt đầu trước đó vào năm 1947 khi việc tập hợp một số đơn vị phụ trợ (du kích) bản xứ không chính quy mà người Pháp gia tăng lúc đầu để củng cố các đơn vị CEFEO chính quy của họ.

## Cơ cấu
Một loạt Bộ tư lệnh các đơn vị thuộc Quân đội Hoàng gia Lào được đặt dưới quyền Bộ Quốc phòng tại thủ đô Viêng Chăn. Về Lục quân, toàn quốc được chia thành năm quân khu với tổng quân số lên đến 35.000 binh sĩ lúc cao điểm.   
Để đáp trả các mối đe dọa đại diện từ Pathet Lào, Quân đội Hoàng gia Lào phụ thuộc vào một nhiệm vụ huấn luyện quân sự nhỏ của Pháp, đứng đầu là một sĩ quan cấp tướng, một sự sắp xếp đặc biệt được phép tuân theo Hiệp định Genève. Tổ chức quân sự và huấn luyện chiến thuật phản ánh truyền thống của Pháp. Hầu hết các trang bị có nguồn gốc từ Mỹ, bởi vì ngay từ lúc ban đầu trong cuộc chiến tranh Đông Dương đầu tiên, Hoa Kỳ đã cung cấp cho người Pháp với nhiều trang thiết bị khác nhau, từ súng cho đến máy bay.      
Năm 1970, lực lượng chiến đấu của Lục quân Hoàng gia Lào được tổ chức thành 58 tiểu đoàn bộ binh và một trung đoàn pháo binh gồm 4 tiểu đoàn. Đơn vị chiến thuật lớn nhất là cấp tiểu đoàn, bao gồm Chỉ huy sở, đại đội sở chỉ huy và ba đại đội súng trường. Các đơn vị Lục quân Hoàng gia Lào dành chủ yếu để phòng thủ cố định và được bố trí gần trung tâm dân cư, đường dây thông tin liên lạc, kho bãi và sân bay. Các đơn vị này được bổ sung thêm bởi các toán chuyên môn như quân cảnh, công binh, kỹ thuật, thiết giáp và truyền tin. Giữa năm 1962 và 1971, Hoa Kỳ cung cấp cho Lào với khoảng 500 triệu đô viện trợ quân sự, không bao gồm chi phí trang bị và huấn luyện lực lượng bán quân sự không chính quy.

## Danh sách tướng lĩnh
- Đại tướng Phoumi Nosavan (1958-1965)
- Đại tướng Ouane Rattikone
- Đại tướng Kouprasith Abhay (Phó Tổng tư lệnh Quân đội Hoàng gia Lào, 1973-1975)

### Chỉ huy
- Chuẩn tướng Soutchay Vongsavanh
- Chuẩn tướng Thao Ty
- Thiếu tướng Vàng Pao
- Đại tướng Sengsouvanh Souvannarath
- Đại tướng Amkha Soukhavong
- Đại tướng Sing Ratanassamay
- Đại úy Kong Le

## Vũ khí và trang bị

### Thiết giáp
Lực lượng thiết giáp qua kiểm kê bao gồm xe tăng hạng nhẹ M24 Chaffee và một số pháo tự hành M8 HMC 75mm trong khi đội thiết giáp trinh sát được cung cấp với xe bọc thép hạng nhẹ M8 Greyhound và xe bọc thép đặc dụng M20. Tiểu đoàn bộ binh cơ giới được cấp xe Half-Track M3 và xe trinh sát M3 bọc thép chở quân (APC). Một số lượng không rõ APC M-113 có bánh xích về sau được người Mỹ cung cấp.

### Pháo binh
Các đơn vị pháo binh được trang bị loại sơn pháo dã chiến có tháp M101A1 105mm trong khi các đơn vị phòng không được trang bị với súng phòng không Bofors 40mm của Anh.

## Quân phục và phù hiệu
Quân đội Hoàng gia Lào bắt nguồn từ sự hình thành Quân đội Quốc gia Lào trực thuộc quân đội đế quốc thực dân Pháp trong suốt cuộc chiến tranh Đông Dương lần thứ nhất và ngay cả sau khi Hoa Kỳ đã đóng vai trò là nhà tài trợ nước ngoài chính cho lực lượng vũ trang Hoàng gia Lào vào đầu thập niên 1960, ảnh hưởng của quân đội Pháp vẫn còn hiện diện sâu đậm cả trong bộ quân phục và phù hiệu của họ.

### Quân phục
Sau khi thành lập vào đầu thập niên 1950, những đơn vị Quân đội Quốc gia Lào ban đầu được trang tương tự Quân đoàn viễn chinh Đông Pháp vào thời kỳ này, về cơ bản quân phục của quân đội Lào dành cho mọi cấp bậc là quần và áo sơ mi vải bông màu kaki nhạt nhiệt đới của quân đội Pháp (tiếng Pháp: Tenue de toile kaki clair Mle 1945). Kiểu quân phục này bắt chước bộ quân phục ‘Chino’ nhiệt đới của Quân đội Mỹ sau Thế chiến thứ 2, bao gồm một áo sơ mi với sáu khuy cài phía trước, hai cái túi ngực cách nắp túi kẹp góc thẳng và dây đeo vai, áo sơ mi ngắn tay M1946 (tiếng Pháp: Chemisette kaki clair Mle 1946), có hai cái túi ngực nếp gấp cách đầu vạt áo, một trong hai đều mặc được. Cả hai mẫu áo sơ mi được mặc cùng với loại quần M1945 phù hợp, điểm đặc trưng có hai nếp gấp ở hông phía trước; quần soóc không xuất hiện từng được nhiều người Lào ưa chuộng. Bộ quân phục ‘Chino’ lúc đầu được người Pháp giúp trang bị và về sau do các chương trình viện trợ của Mỹ cung cấp.

### Lễ phục
Bộ lễ phục may bằng vải bông màu trắng mùa hè thời thuộc địa kiểu Pháp ban đầu được những sĩ quan Quân đội Quốc gia Lào mặc vào những dịp quan trọng, đến năm 1954 thì thay thế bằng kiểu vải bông màu kaki nhạt gần như giống hệt nhau được các sĩ quan cấp cao sử dụng khi phục vụ trong Bộ Tham mưu Quân đội Quốc gia Lào, về sau lại tiếp tục được sử dụng trong Quân đội Hoàng gia Lào cho đến tận năm 1975. Bộ quần áo màu kaki mới bao gồm một cái áo có tám khuy cài với một cổ áo đứng, được cung cấp với hai túi ngực và hai túi bên, tất cả đều không có nếp gấp và cách nắp túi kẹp góc thẳng, mặc cùng với bộ quần màu kaki phù hợp. Vạt cài cúc áo mặt trước và nắp túi được buộc chặt bằng các khuy kim loại mạ vàng đề chữ FAR và hình vẽ cây đinh ba của thần "Vishnu" quanh vòng hoa.

### Quân phục ngụy trang
Bộ quân phục dã chiến tiêu chuẩn của Quân đội Quốc gia Lào trong chiến tranh Đông Dương là bộ quân phục dã chiến đi rừng màu ôliu M1947 dành cho tất cả quân chủng (tiếng Pháp: Treillis de combat Mle 1947), trong khi các tiểu đoàn dù nhận được vào cuối thập niên 1940 bộ quân phục ngụy trang hai mặt như nhau USMC Pattern 44 và áo khoác ngoài Denison của Anh loại cũ còn sót lại từ thời Thế chiến II. Những bộ quân phục ngụy trang dã chiến lúc đầu như vậy đã được loại bỏ dần từ đầu thập niên 1950 thay bằng kiểu áo khoác ngoài liền nhau M1947/53-54 TAP thuộc loại quân phục ngụy trang "Lizard" (Thằn lằn) do Pháp thiết kế (tiếng Pháp: Ténue Leopard) và áo khoác với quần tây M1947/52 TTA phù hợp.
Đến giữa thập niên 1960, những đơn vị quân đội Quốc gia Lào trên chiến trường còn sử dụng nhiều loại đồng phục tùy thuộc vào sự sẵn có từ các nguồn viện trợ nước ngoài, cụ thể là Mỹ, Thái Lan, và Việt Nam Cộng hòa. Bộ quần áo dã chiến đi rừng màu xanh ôliu M1947 đã sớm đổi sang loại đồ đi rừng OG-107 của quân đội Mỹ, nó được tiếp nhận như bộ quân phục tiêu chuẩn của tất cả các lực lượng quân sự chính quy và bán quân sự không chính quy Lào; quân phục công dụng đi rừng M1967 cũng được đưa vào sử dụng năm 1970. Biến thể địa phương của bộ quân phục dã chiến OG-107 thường có thay đổi thiết kế ban đầu như áo sơ mi với dây đeo vai, hai "túi thuốc lá" cách vạt áo thẳng có cài khuy nằm ở hai tay áo trên hoặc thêm cái túi đựng bút trên tay áo bên trái phía trên khuỷu tay, rất được sĩ quan quân đội Lào, Việt Nam Cộng hòa và Campuchia ưa chuộng và còn thêm vào túi đựng "hàng" trên quần.
Quân phục ngụy trang rất phổ biến trong quân đội Lào. Những đội quân nhảy dù vẫn tiếp tục mặc loại đồ dã chiến ngụy trang kiểu "Lizard" cho đến năm 1975 và mẫu đồ ngụy trang kiểu mới được dùng trong suốt thập niên 1960-70. Đầu tiên là mẫu "Duck hunter" (Thợ săn vịt) kế đến là mẫu "Tigerstripe" (Hổ vằn) từ Mỹ, "Thai Tadpole" (Nòng nọc Thái) từ Thái Lan và "Tadpole Sparse" (Nòng nọc rải rác) từ Việt Nam Cộng hòa, cuối cùng là mẫu "Highland" (Cao nguyên) (tức mẫu lá cây ERDL 1948 hoặc "mẫu rừng"), sau này do được cung cấp cùng một nguồn hoặc do địa phương sản xuất.

### Mũ lưỡi trai
Sĩ quan quân đội Hoàng gia Lào thường đội loại mũ lưỡi trai quân đội sao lại từ mẫu M1927 của Pháp (tiếng Pháp: Casquette d'officier Mle 1927) trong cả hai kiểu màu kaki nhạt và trắng mùa hè (về sau bổ sung thêm họa tiết thêu vàng trên vành mũ đen cho sĩ quan cấp tướng), đi cùng quân phục văn phòng màu kaki và bộ lễ phục cổ cao toàn một màu trắng tương tự. Loại mũ này có phù hiệu Quân đội Hoàng gia Lào bằng kim loại mạ vàng, gồm một cái họa tiết vòng hoa Airavata mang ý nghĩa Quân đội Hoàng gia Lào, thể hiện một con voi trắng ba đầu đứng trên một cái bệ và được che bằng một cái lọng nhọn đầu trên mảng nền màu đen. Khi Lực lượng vũ trang Hoàng gia Lào (FAR) chính thức được thành lập vào tháng 9 năm 1961, Lục quân Hoàng gia Lào (RLA) đã tiếp nhận loại mũ lưỡi trai quân sự kiểu Đức, rất giống với loại mà sĩ quan Quân đội Hoàng gia Thái Lan hoặc Việt Nam Cộng hòa đội, cùng với phù hiệu hình trang trí một cây đinh ba vòng hoa của lượng vũ trang Hoàng gia Lào bằng kim loại mạ vàng nền màu đen. Dù vậy, một số sĩ quan chiến trường vẫn sử dụng phù hiệu Quân đội Quốc gia Lào cũ trên mũ của họ cho đến giữa thập niên 1960 mới thay đổi hẳn.
Loại mũ nồi khá phổ biến dành cho các sĩ quan Quân đội Hoàng gia Lào trong suốt thập niên 1950 là mũ nhiệt đới M1946 của Pháp (tiếng Pháp: Bérét de toile kaki clair Mle 1946), làm bằng vải bông màu kaki nhạt, nhưng về sau Quân đội Hoàng gia Lào đã tiêu chuẩn hóa mẫu mũ nồi có thiết kế được dựa trên kiểu M1953/59 của Pháp (tiếng Pháp: Bérét Mle 1953/59); nó được làm bằng len trong từng mảnh riêng, gắn liền với một vành da màu đen với hai dây đai đen thắt ở phía sau. Trong Quân đội Hoàng gia Lào, mũ nồi vẫn được xem là loại mũ điển hình cho ngành thời trang Pháp với loạt màu sắc dành cho lục quân như sau: bộ binh - màu đỏ tươi (là màu hiểu tượng quốc gia của vương quốc Lào); nhảy dù, biệt kích và biệt kích dù - màu đỏ anh đào (màu nâu sẫm); thiết kị - màu đen; quân cảnh - màu xanh đậm. Mũ nồi được làm bằng vải ngụy trang theo mẫu "Duck hunter", "Tigerstripe" và "Highland" cũng được sử dụng trên chiến trường, đặc biệt là các đơn vị tinh nhuệ trong lực lượng RLA và cả các đơn vị SGU không chính quy. Theo quy định năm 1959, phù hiệu kim loại đeo trên mũ nồi RLA tiêu chuẩn được đặt phía trên mắt phải. Phù hiệu mạ vàng cho sĩ quan và kim loại bạc cho các cấp bậc còn lại. Nó bao gồm một cây đinh ba tượng trưng cho thần Vishnu của Ấn Độ giáo, chồng lên trên "Bánh xe Pháp Luân" theo tín ngưỡng Phật giáo (Chakra) có thiết kế gợi lại một cái cưa vòng. Tuy nhiên cũng có trường hợp ngoại lệ cho quy tắc này, chẳng hạn như tiểu đoàn dù Lào còn giữ lại phù hiệu mũ nồi lính dù bằng kim loại có cánh dao găm bạc dựa theo kiểu Pháp trước đây đã được sử dụng vào đầu thập niên 1950, chỉ đơn giản là thay thế con dao găm bằng một cây đinh ba của Lào sau năm 1961.
Quân đội Lào trên chiến trường có thể bắt gặp phải đội một loạt mũ khác nhau như mũ màu kaki hoặc mũ đi rừng OG và mũ tuần tra, từ mũ màu rậm của Pháp (tiếng Pháp: Chapeau de brousse Mle 1949) và mũ dã chiến M-1951 của Mỹ cho đến mũ bóng chày, "mũ Boonie" cũng của Mỹ và ngay cả loại mũ vải dã chiến của quân lực Việt Nam Cộng hòa (tương tự như hình dạng mũ công dụng của thủy quân lục chiến Mỹ). Phiên bản ngụy trang của những loại mũ sắt cũng được tìm thấy ngay trong quân ngũ quân đội Hoàng gia Lào cũng có xuất xứ từ Mỹ, Thái Lan và Việt Nam Cộng hòa, sẽ sớm thêm vào những bản sao do người Lào làm ra.    

### Quân hàm
Ban đầu, quân đội Hoàng gia Lào còn mang cấp hiệu quân hàm dựa theo mẫu Quân hàm Quân đội Cộng hòa Pháp quy định năm 1956. Mãi cho đến năm 1959 thì Quân đội Hoàng gia Lào mới quyết định tự thiết kế một hệ thống quân hàm khác hẳn vào tháng 9 năm 1961 thì nó chính thức trở thành bảng quân hàm tiêu chuẩn cho tất cả các quân chủng của Lực lượng vũ trang Hoàng gia Lào mới thành lập.
Theo quy định mới, cấp sĩ quan buộc phải mang bảng cầu vai cứng màu đỏ (tiếng Pháp: pattes d'épaule) gài trên bộ lễ phục tùy theo quân chủng của họ có dải viền màu vàng và một cái đinh ba có vòng hoa màu vàng gần cuối. Những sĩ quan cấp thấp (tiếng Pháp: Officiers subalternes) thì gắn thêm vào một số lượng ngôi sao vàng năm cánh thích hợp cho bảng cầu vai của họ trong khi những sĩ quan cấp cao (tiếng Pháp: Officiers supérieures) chỉ có duy nhất một phù hiệu hình hoa hồng lá hoa sen, cộng với một số lượng ngôi sao vàng năm cánh thích hợp. Riêng sĩ quan cấp Tướng và Thống chế (tiếng Pháp: Marechaux et Officiers Géneraux), nền cầu vai được trang trí họa tiết lá vàng và được đính kèm từ 2 ngôi sao bạc năm cánh trở lên. Hạ sĩ quan cấp cao và cấp thấp (tiếng Pháp: Sous-officiers) thường bao gồm cấp binh nhất mang lon vải trên cả hai tay áo phía trên; riêng binh nhì (tiếng Pháp: Hommes de troupe) không đeo phù hiệu.
Trên chiến trường, quân hàm sĩ quan ban đầu sử dụng cấp hiệu kim loại gắn những miếng tiết hình chữ nhật bằng vải nền màu đỏ đơn giản, khâu trên túi áo sơ mi bên phải hoặc áo khoác chiến đấu, nhưng một số sĩ quan cấp cao tiếp tục tùy chỉnh việc gài phù hiệu cổ áo ngực duy nhất (tiếng Pháp: patte de poitrine) cài khuy mặt trước áo sơ mi theo như kiểu quân đội Pháp. Tới cuối thập niên 1960 thì chuyển sang kiểu Mỹ trong đó cấp hiệu bằng kim loại hoặc thêu đặt trên cổ áo bên phải, mặc dù bằng chứng ảnh chụp cho thấy các sĩ quan trên chiến trường còn có thói quen sử dụng cấp hiệu trên mũ nồi, mũ kết, mũ mềm đi rừng và (hiếm hơn) mũ sắt.
- Danh xưng cấp bậc trong Quân đội Hoàng gia Lào
- Sip – Binh nhì (không phù hiệu)
- Sip – Binh nhất (một lon đỏ hướng lên)
- Sip Trii – Hạ sĩ (một lon trắng hướng lên)
- Sip Thó – Hạ sĩ nhất (hai lon trắng hướng lên)
- Sip Êek – Trung sĩ (ba lon trắng hướng lên)
- Cãã Trii – Trung sĩ nhất (một lon vàng viền đỏ hướng xuống)
- Cãã Thó – Thượng sĩ (hai lon vàng viền đỏ hướng xuống)
- Cãã Êek – Thượng sĩ nhất (ba lon vàng viền đỏ hướng xuống)
- Học viên sĩ quan bậc 1 (một thanh ngang màu trắng)
- Học viên sĩ quan bậc 2 (một thanh ngang 'thang' màu trắng)
- Wáa Trii Loei Trii – Chuẩn úy (một thanh ngang màu vàng)
- Loei Trïï – Trung úy (một ngôi sao vàng năm cánh)
- Loei Thö – Thiếu úy (hai ngôi sao vàng năm cánh)
- Loei Êek – Đại úy (ba ngôi sao vàng năm cánh)
- Phan Trïï – Thiếu tá (một ngôi sao năm cánh trên một đĩa vàng)
- Phan Thö – Trung tá (hai ngôi sao năm cánh, một trên một đĩa vàng)
- Phan Êek – Đại tá (ba ngôi sao năm cánh, một trên một đĩa vàng)
- Phoun Chatäävä – Chuẩn tướng (hai ngôi sao bạc năm cánh)
- Phoun Trïï – Thiếu tướng (ba ngôi sao bạc năm cánh)
- Phoun Thö – Trung tướng (bốn ngôi sao bạc năm cánh)
- Phoun Êek – Đại tướng (năm ngôi sao bạc năm cánh)
- Choum Phoun – Thống tướng (sáu ngôi sao bạc năm cánh)

### Phù hiệu quân chủng
Phù hiệu quân chủng hoặc chuyên môn Quân đội Hoàng gia Lào được quy định bằng kim loại mạ vàng hoặc thêu và thêu trên vải. Trên các bộ lễ phục hoặc quân phục văn phòng, phù hiệu được đeo trên cả hai cổ áo của tất cả các cấp bậc nếu có sẵn cầu vai. Đối với quân phục dã chiến, cấp sĩ quan đeo phù hiệu trên cổ áo sơ mi bên trái khi mang cùng với cấp hiệu trên cổ áo bên phải; riêng cấp binh nhì thường đeo phù hiệu quân chủng trên cả hai cổ áo để thay thế.

### Phù hiệu binh chủng
Phù hiệu binh chủng có 2 dạng chính là được thêu trên vải có màu vàng nhạt đeo trên túi áo sơ mi bên phải hoặc áo khoác ngoài quân phục hoặc thẻ bằng nhựa được mang cùng với đồ quân phục và lễ phục. Những đơn vị đặc biệt như đại đội biệt kích (tiếng Anh: Special Commando Company) của Sư đoàn 2 xung kích Quân đội Hoàng gia Lào (tiếng Anh: 2nd RLA Strike Division) và chức vụ binh chủng của họ sẽ được in trên túi áo ngực trái.